# NÖ Open 2024
Il NÖ Open 2024 è stato un torneo maschile di tennis professionistico. È stata la 4ª edizione del torneo, facente parte della categoria Challenger 100 nell'ambito dell'ATP Challenger Tour 2024, con un montepremi di 121 000 €. Si è giocato dal 2 all'8 settembre 2024 sui campi in terra rossa del Tennisclub Tulln di Tulln an der Donau, in Austria.

## Partecipanti

### Teste di serie
| Nazionalità | Giocatore            | Ranking* | Testa di serie |
| ----------- | -------------------- | -------- | -------------- |
| Rep. Ceca   | Vít Kopřiva          | 118      | 1              |
| Svizzera    | Jérôme Kym           | 180      | 2              |
| Francia     | Valentin Royer       | 200      | 3              |
| Ungheria    | Zsombor Piros        | 212      | 4              |
| Austria     | Filip Misolic        | 224      | 5              |
| Regno Unito | Oliver Crawford      | 225      | 6              |
| Romania     | Filip Cristian Jianu | 233      | 7              |
| Austria     | Dennis Novak         | 238      | 8              |

* Ranking al 26 agosto 2024.

### Altri partecipanti
I seguenti giocatori hanno ricevuto una wild card per il tabellone principale:
- Sandro Kopp
- Neil Oberleitner
- Joel Josef Schwärzler

Il seguente giocatore è entrato in tabellone come alternate:
- Jakub Nicod

I seguenti giocatori sono passati dalle qualificazioni:
- Ivan Gakhov
- Petr Nesterov
- Max Hans Rehberg
- Vitaliy Sachko
- Marko Topo
- Blaž Rola

Il seguente giocatore è entrato in tabellone come lucky loser:
- Mohamed Safwat

## Punti e montepremi
| Torneo    | Torneo              | V      | F     | SF    | QF    | 2T    | 1T    | Q | Q2  | Q1  |
| Singolare | Punti               | 100    | 50    | 25    | 14    | 7     | 0     | 4 | 2   | 0   |
| Singolare | Premi in denaro (€) | 16 020 | 9 415 | 5 555 | 3 240 | 1 900 | 1 160 | – | 580 | 290 |
| Doppio    | Punti               | 100    | 50    | 25    | 14    | –     | 0     | – | –   | –   |
| Doppio    | Premi in denaro (€) | 6 845  | 4 050 | 2 400 | 1 420 | –     | 800   | – | –   | –   |

## Campioni

### Singolare
Jan Choinski ha sconfitto in finale  Lukas Neumayer con il punteggio di 6–4, 6–1.

### Doppio
Miloš Karol /  Vitaliy Sachko hanno sconfitto in finale  Karol Drzewiecki /  Piotr Matuszewski con il punteggio di 6–4, 2–6, [11–9].